# Rhynchospora microcarpa
Rhynchospora microcarpa là loài thực vật có hoa trong họ Cói. Loài này được Baldwin ex A.Gray miêu tả khoa học đầu tiên năm 1835.